# Equimose

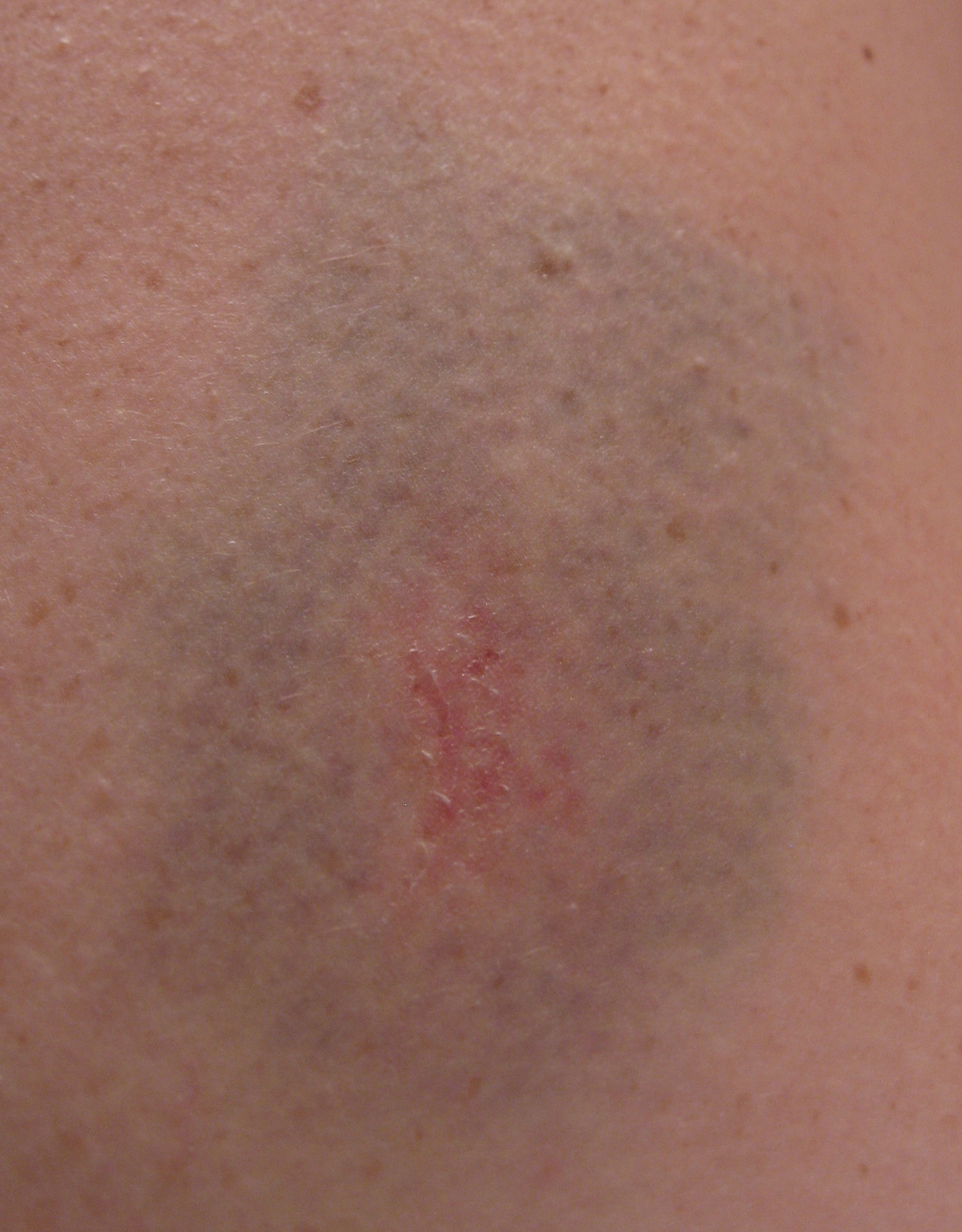
Nos dias posteriores ao golpe a equimose se torna violeta e depois evolui para verde e amarelada antes de desaparecer.

Equimose (do grego ἐκχύμωσις, ekchymōsis, extravasamento de fluido orgânico) é um sangramento no tecido subcutâneo, com diâmetro maior que 1 cm, originado da ruptura de um ou mais capilares sanguíneos.

## Causas
Geralmente é causada por um golpe (contusão), mas também pode ser causado por distúrbios de coagulação ou por uma virose. As que surgem à distância resultam da migração do sangue extravasado ou por aumento da pressão venosa por compressão das veias de drenagem, por exemplo, sangramento em conjuntivas oculares.

## Evolução cromática
Deve-se à progressiva reabsorção dos componentes do sangue pela ação dos macrófagos. Começa vermelho, escurece por um ou dois dias para o roxo, e nos dias seguintes se torna cada vez mais esverdeado ou amarelado até desaparecer em mais ou menos uma semana.

## Termos similares

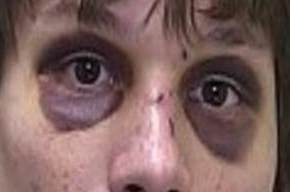
Equimose periorbital bilateral são manchas escuras ao redor de ambos olhos geralmente associado a um golpe. Popularmente conhecido como "olho roxo".

A equimose é similar, e às vezes indistinguível, de um hematoma subcutâneo. Hematoma é o sangramento de vasos de maior calibre formando uma coleção, sendo frequentemente subcutâneo, mas também pode ser em outro lugar (como um hematoma subdural). Quando o sangramento subcutâneo é menor que 5 mm é chamado de petéquia e desaparecem mais rápido que as equimoses. Quando o sangramento é entre 5 mm e 1 cm é chamado de púrpura.
Mais termos similares:
- Sugilação é a confluência de numerosas lesões puntiformes em uma área bem definida, similares a grãos de areia.
- Sufusão é formada por uma "hemorragia" mais extensa — mantém o centro violáceo e as mudanças de cor ocorrem na periferia.

- Equimoses post-mortem surgem nas regiões de lividez intensa.
- Nevus azul (pardo-escuro) — deposição congênita de melanina na região sacra.